# Filomeno Vieira Dias

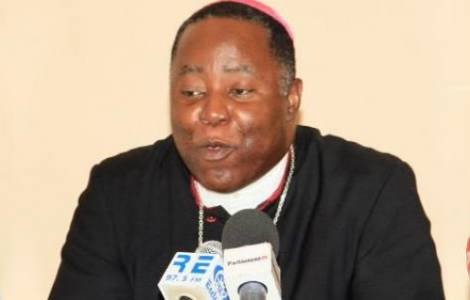
Filomeno Vieira Dias, 2016

Filomeno do Nascimento Vieira Dias (* 18. April 1958 in Luanda, Angola) ist Erzbischof von Luanda.

## Leben
Filomeno Vieira Dias erhielt am 23. April 1983 in Luanda die Priesterweihe.
Papst Johannes Paul II. ernannte ihn am 3. Oktober 2003 zum Weihbischof im Erzbistum Luanda und zum Titularbischof von Flumenpiscense. Die Bischofsweihe spendete ihm der emeritierte Erzbischof von Luanda, Alexandre Kardinal do Nascimento, am 11. Januar 2004. Mitkonsekratoren waren der Apostolische Nuntius in Angola, Erzbischof Giovanni Angelo Becciu, und der Erzbischof von Luanda, Damião António Franklin.
Am 11. Februar 2005 wurde er zum Bischof von Cabinda ernannt.
Er ist seit dem 21. November 2009 Vizepräsident der Bischofskonferenz von Angola und São Tomé.
Papst Franziskus ernannte ihn am 8. Dezember 2014 zum Erzbischof von Luanda. Die Amtseinführung fand am 24. Januar des folgenden Jahres statt. Bis zur Bischofsweihe seines Nachfolgers am 7. Oktober 2018 blieb er als Apostolischer Administrator Verwalter des Bistums Cabinda.
Am 18. Februar 2023 ernannte ihn Papst Franziskus zum Mitglied des Dikasteriums für die Kultur und die Bildung.